# 因佩里亞爾區
13°03′40″S 76°21′10″W / 13.0610°S 76.3529°W
因佩里亞爾區（西班牙語：Distrito de Imperial），是秘魯的一個區，位於該國中南部利馬大區的卡涅特省，始建於1909年11月15日，面積53.2平方公里，海拔高度85米，2005年人口34,778，人口密度每平方公里650人。